# محاكمة المسؤولين عن الحرب في فنلندا
Pentti Virrankoskiمحاكمة المسؤولين عن الحرب في فنلندا (بالفنلندية: Sotasyyllisyysoikeudenkäynti) محاكمة لقادة الحرب الفنلنديين مسؤولين عن «التأثير الحاسم على دخول فنلندا في الحرب ضد الاتحاد السوفياتي والمملكة المتحدة في عام 1941 أو عرقلة السلام» خلال حرب الاستمرار، 1941-1944. خلافاً لغيرها من محاكمات المسؤولية عن الحرب العالمية الثانية، لم تكن المحكمة الفنلندية دولية. أجريت من قبل محكمة خاصة تتألف من رؤساء المحكمة العليا الفنلندية، والمحكمة الإدارية العليا الفنلندية، وأستاذ من جامعة هلسنكي واثنا عشر نائباً يعينهم برلمان فنلندا.

## الخلفية
في هدنة موسكو وردت المادة التالية:
اعتقد الفنلنديون في البداية أن المحاكمات ستكون متعلقة بجرائم الحرب الاعتيادية. إلا أن إعلان موسكو في 30 أكتوبر 1943 أوضح بأن قوى الحلفاء تنوي المقاضاة بشأن دعاوى أخرى.
أثارت مفوضية الحلفاء والحزب الشيوعي الفنلندي مسألة المحاكمة مراراً خلال فصلي الربيع والصيف من عام 1945. عندما حدد ميثاق نورمبرغ في 8 أغسطس 1945 ثلاثة أنواع من الجرائم: جرائم الحرب والجرائم بحق السلام والجرائم ضد الإنسانية، بات واضحاً بأن فنلندا لن يمكنها أن تكون الدولة الوحيدة ممن قاتلت إلى جانب الألمان لا يدان قادتها. في 11 سبتمبر، أقر البرلمان قانونا يتيح محاكمة المسؤولين عن الحرب. احتجت المحكمة العليا في فنلندا والخبراء القضائيين الكبار على القانون لتعارض ه مع دستور فنلندا ومع المبادئ القضائية الغربية، لكنهم لم يعلقوا على ضرورته السياسية. كما اعتبرها الرأي العام الفنلندي استهزاءً بسيادة القانون. وقد ذكر يوهو كوستي بآسيكيفي رئيس وزراء فنلندا آنذاك، أن شروط الهدنة بشأن هذه المسألة تجاهلت كل القوانين.
بعد ذلك بوقت قصير، أصدر قسم جرائم الحرب في وزارة الخارجية البريطانية في بيان ان الحكومة البريطانية لن ترغب في ملاحقة القيادة السياسية الفنلندية بتهمة ارتكاب جرائم ضد السلام.

## المحاكمة
على عكس الدول الأخرى المدانة، سمح لفنلندا بإجراء المحاكمات في فنلندا وفق القانون الفنلندي (بأثر رجعي) وبقضاة فنلنديين.
قصر القانون المسؤولية الجنائية على القيادة العليا؛ فأمكن فقط مقاضاة السياسيين والسفير الفنلندي لدى برلين في زمن الحرب تويفو ميكايل كيفيماكي.
بدأت المحاكمة في 15 نوفمبر. عينت مفوضية الحلفاء والتي كان لها قبضة مشددة على فنلندا، لجنة لمراقبة المحاكمات وتدخلت في مناسبات عديدة قبل انتهاء المحاكمات في فبراير شباط 1946.

### الاتهام
القائمة الكاملة للمتهمين وأحكامهم:

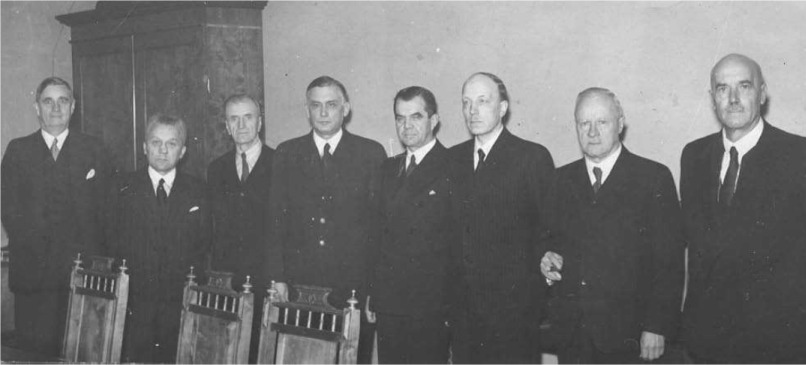
من اليسار: هنرك رامساو، توكو رينيكا، أنتي كوكونن، إدفن لينكومييس، يوهان فيلهلم رنغل، ريستو روتي، فاينو تانر تويفو وميكايل كيفيماكي.

- ريستو روتي، الرئيس، 10 سنوات بالاشغال الشاقة
- يوهان فيلهلم رنغل، رئيس الوزراء، 6 سنوات سجن
- إدفن لينكومييس، رئيس الوزراء، خمسة سنوات ونصف
- فاينو تانر، وزير التجارة، خمسة سنوات ونصف
- تويفو ميكايل كيفيماكي، السفير لدى ألمانيا، 5 سنوات
- هنرك رامساو، وزير الخارجية، سنتان ونصف
- أنتي كوكونن، وزير التربية والتعليم، سنتان
- توكو رينيكا، وزير المالية، سنتان

في المفاوضات بين قيادة الحزب الشيوعي الفنلندي ورئيس الحلفاء جنة الرقابة أندريه جدانوف، أثيرت مسألة إزالة رئيس الحزب الديمقراطي الاشتراكي فاينو تانر. في مذكراته الخاصة كتب جدانوف: «إذا تمت إزالة تانر، لتحطم الحزب الديمقراطي الاشتراكي ...» مما فتح الطريق لسيطرة الشيوعيين على اليسار.

## ردود الفعل على محاكمة
رأى كثير من الفنلنديين بأن محاكمة المسؤولين عن الحرب صورية تم فيها تجاهل مبادئ القانون والعدالة، يصل للاتحاد السوفياتي من أجل تشويه سمعة قادة الحرب الفنلنديين، حيث أن الأثر الرجعي للقانون كان يتعارض مع الدستور الفنلندي.
والأسوأ من ذلك لدى الرأي العام هو أن القيادة السوفيتية، التي شنت حرب الشتاء العدوانية قبل عام ونيف لم تكن متهمة بأي شيء على الإطلاق، مما يجعل العملية برمتها نفاقاً لعدالة المنتصر. لم تحطم إدانة فاينو لم تانر الديمقراطيين الاشتراكيين كما قد تنبأ جدانوف، بل على العكس من ذلك، جعلت منه شهيدا، وتعزز الموقف المناهض للشيوعية في الحزب. أُطيح بالمتعاطفين مع الشيوعية من الحزب الاشتراكي الديمقراطي وقيادة النقابات العمالية كان مطعون بها بمرارة.
اشتكى حتى الرئيس باسيكيفي لمساعديه أن أحكام الإدانة التي صدرت في محاكمات كانت إحدى أكبر العقبات لتحسين العلاقات بين فنلندا والاتحاد السوفيتي.

## ما بعد المحاكمة
بعد التصديق على معاهدة باريس للسلام في الاتحاد السوفياتي 29 أغسطس 1947، غادرت مفوضية الحلفاء فنلندا في 26 سبتمبر 1947. أفرج الرئيس باسيكيفي إفراجاً مشروطاً عن كوكونن ورينيكا في أكتوبر ورامزاو في ديسمبر بعد قضاءهم لخمسة أسداس مدة عقوبتهم. وأفرج عن البقية إفراجاً مشروطاً وفقا للقانون الجنائي الفنلندي بإمضاءهم نصف مدة عقوبتهم. في 19 مايو، 1949 عفى باسيكيفي عن روتي، الذي دخل المستشفى (انهارت صحته في السجن وظل عليلاً حتى وفاته سنة 1956). كما عفى عن رنغل، تانر، لنكومييس، كيفيماكي، الذين كانوا ما يزالون قيد الإفراج المشروط. كتب باسيكيفي في مذكراته ذلك اليوم: «لقد كان أنبل فعل شاركت فيه، في السنوات الخمس الأخيرة.»